# Maecenasstiftelsen
Maecenasstiftelsen (eng.:Maecenas Foundation for Ancient Art) er en privat fond for antik kunst med sæde i Basel. Dens eneste repræsentant er den schweiziske advokat Mario Roberty. 
Fondens formål er bl.a. vedligeholdelse af vidnesbyrd om den antikke kunst. I organisationens struktur findes der tre opgaveområder: 
- Pleje af mindesmærker
- Arkæologi
- Tilknyttede videnskaber

Fonden blev verdensberømt, da den kom på avisernes overskrifter i forbindelse med dens seneste projekt: Restaureringen af det nyfundne papyrusmanuskript Kodeks Tchacos, som bl.a. indeholder Judasevangeliet. Den schweiziske kunsthandler Frieda Nussberger-Tchacos, som ejede Kodeks Tchacos, meddelte, at manuskriptet ville blive foræret til Maecenas for at blive konserveret og offentliggjort. Stiftelsen indgik en kommerciel aftale med tidsskriftet National Geographic, ifølge hvilken tidskriftet fik ophavsretten til den koptiske tekst.